# Gmina Dobje
Gmina Dobje (słoweń.: Občina Dobje) – gmina w Słowenii. W 2002 roku liczyła 1000 mieszkańców.

## Miejscowości
Miejscowości wchodzące w skład gminy Dobje:

- Brezje pri Dobjem
- Dobje pri Planini – siedziba gminy
- Gorica pri Dobjem
- Jezerce pri Dobjem
- Lažiše
- Presečno
- Ravno
- Repuš
- Slatina pri Dobjem
- Suho
- Škarnice
- Večje Brdo
- Završe pri Dobjem